# (1791) Patsayev
(1791) Patsayev ist ein Asteroid des Hauptgürtels, der am 4. September 1967 von der russischen Astronomin T. Smirnowa am Krim-Observatorium in Nautschnyj (IAU-Code 095) entdeckt wurde.
Der Asteroid ist nach dem sowjetischen Kosmonauten Wiktor I. Pazajew (1933–1971) benannt.